# Айва (Південна Кароліна)
Айва (англ. Iva) — місто (англ. town) в США, в окрузі Андерсон штату Південна Кароліна. Населення — 1015 осіб (2020).

## Географія
Айва розташована за координатами 34°18′26″ пн. ш. 82°39′51″ зх. д. / 34.30722° пн. ш. 82.66417° зх. д. (34.307279, -82.664043).  За даними Бюро перепису населення США в 2010 році місто мало площу 2,32 км², з яких 2,31 км² — суходіл та 0,00 км² — водойми.

## Демографія
Згідно з переписом 2010 року, у місті мешкало 1218 осіб у 464 домогосподарствах у складі 308 родин. Густота населення становила 526 осіб/км².  Було 566 помешкань (244/км²).
Расовий склад населення:
| - 91,3 % — білих - 6,4 % — чорних або афроамериканців - 0,8 % — азіатів - 0,7 % — корінних американців |

До двох чи більше рас належало 0,7 %. Частка іспаномовних становила 0,2 % від усіх жителів.
За віковим діапазоном населення розподілялося таким чином: 23,7 % — особи молодші 18 років, 53,8 % — особи у віці 18—64 років, 22,5 % — особи у віці 65 років та старші. Медіана віку мешканця становила 40,9 року. На 100 осіб жіночої статі у місті припадало 79,6 чоловіків;  на 100 жінок у віці від 18 років та старших — 76,6 чоловіків також старших 18 років.
Середній дохід на одне домашнє господарство  становив 29 566 доларів США (медіана — 23 641), а середній дохід на одну сім'ю — 36 739 доларів (медіана — 35 000). Медіана доходів становила 29 833 долари для чоловіків та 21 875 доларів для жінок. За межею бідності перебувало 26,9 % осіб, у тому числі 31,0 % дітей у віці до 18 років та 26,2 % осіб у віці 65 років та старших.
Цивільне працевлаштоване населення становило 347 осіб. Основні галузі зайнятості: роздрібна торгівля — 24,8 %, освіта, охорона здоров'я та соціальна допомога — 24,2 %, виробництво — 15,3 %, будівництво — 13,5 %.